# Melocactus caroli-linnaei
Melocactus caroli-linnaei ist eine Pflanzenart aus der Gattung Melocactus in der Familie der Kakteengewächse (Cactaceae). Das Artepitheton caroli-linnaei ehrt den schwedischen Naturforscher Carl von Linné.

## Beschreibung
Melocactus caroli-linnaei wächst mit grünen zylindrischen Trieben und erreicht Wuchshöhen von bis zu 1 Meter. Es sind zehn bis 15 Rippen vorhanden. Die kräftigen gelblichen bis bräunlichen, zehn bis zwölf, gelegentlich auch mehr, Dornen sind 3 bis 5 Zentimeter lang. Die sehr dichten, lang herausragenden, kräftigen Borsten des  Cephalium verdecken dessen Wolle mit Ausnahme der Cephaliumspitze vollständig.
Die schmal zylindrischen roten Blüten sind bis zu 4 Zentimeter lang. Die keulenförmigen roten Früchte erreichen eine Länge von bis zu 5 Zentimeter.

## Verbreitung und Gefährdung
Melocactus caroli-linnaei ist auf Jamaika verbreitet.
In der Roten Liste gefährdeter Arten der IUCN wird die Art als „Near Threatened (NT)“, d. h. als gering gefährdet geführt.

## Systematik

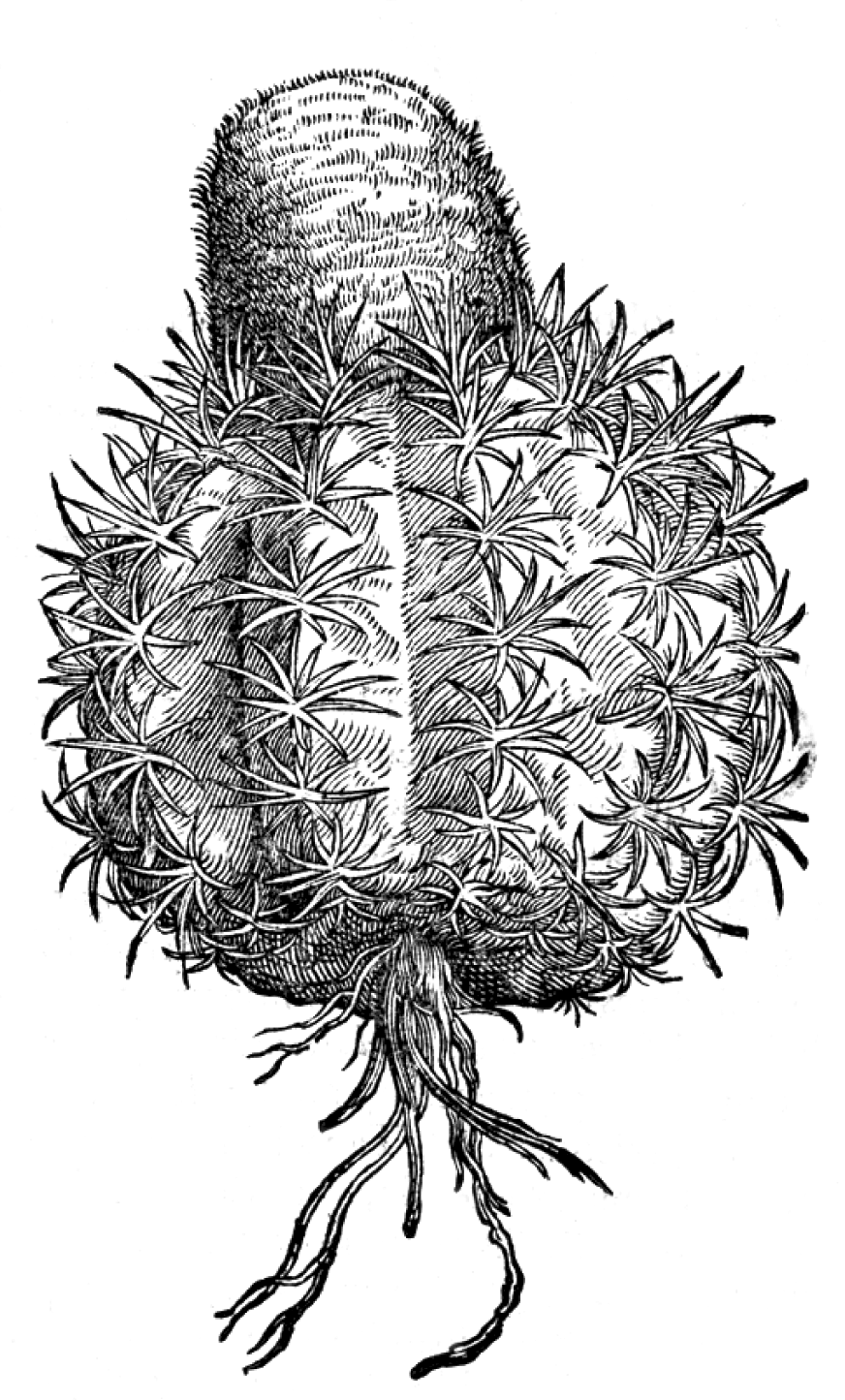
Abbildung eines Melocactus in Charles de l’Ecluses 1605 veröffentlichtem Exoticorum.

Eine erste Beschreibung als Cactus melocactus erfolgte 1753 durch Carl von Linné in Species Plantarum. Er charakterisierte die Art als „CACTUS subrotundus quatuordecim-angularis“, Kaktus etwas scheibenrund, 14-eckig. Als Heinrich Friedrich Link und Christoph Friedrich Otto 1827 die neue Gattung Melocactus beschrieben, stellten sie Linnés Cactus mammillaris als Synonym zu Melocactus communis (W.T.Aiton) Link & Otto, einer der von ihnen akzeptierten Arten der Gattung. Melocactus communis im Sinne von Link und Otto ist eine Mixtur aus den beiden ausschließlich in der Karibik verbreiteten Arten Melocactus intortus und Melocactus caroli-linnaei sowie des weit verbreiteten Melocactus curvispinus. 1922 grenzten Nathaniel Lord Britton und Joseph Nelson Rose in ihrem Werk The Cactaceae den Gebrauch des Namens Cactus melocactus wieder ausschließlich auf die in Jamaika vorkommende Art ein.
Hermann Karsten stellte die Art 1882 als Melocactus melocactus in die Gattung Melocactus. Dieses Tautonym ist jedoch gemäß Artikel 23.4 des Internationalen Codes der Botanischen Nomenklatur unzulässig (nomen illegitimum). Im Rahmen seiner Revision der mittel- und südamerikanischen Melokakteenarten stellte Nigel Paul Taylor 1991 dann den neuen Namen Melocactus caroli-linnaei auf. Da das ursprüngliche Typusexemplar nicht erhalten geblieben ist und sich seiner Meinung nach die bei Linné erwähnten Abbildungen auf nicht aus Jamaika stammende Pflanzen bezögen, wies er der Art ein im Herbarium des Royal Botanic Gardens Kew aufbewahrtes Exemplar als Neotypus zu. Diese Zuweisung ist jedoch nicht unumstritten. Roy Mottram schlug 1993 eine Abbildung aus der dritten Auflage von Joseph Pitton de Tourneforts Institutiones rei herbariae als Lektotypus vor, die jedoch von Linné nicht erwähnt wurde. Paul V. Heath bestimmte 1994 eine Abbildung aus Charles de l’Écluse 1605 veröffentlichtem Exoticorum zum Lektotypus der Art.

## Nachweise